# 新納祐久
新納 祐久（にいろ すけひさ）は、戦国時代の武将。島津氏の家臣。

## 略歴
新納氏庶流・新納忠祐の子として誕生。
曽祖父・是久が新納本家と争い戦死した後、代々新納本家に仕えた。天文7年（1538年）、新納氏は島津忠朝らの攻撃を受け、本拠の志布志を失い一族は離散する。祐久は子・忠元を伴い田布施に移ると、伊作家・島津忠良の学問の師であった叔父・忠澄の伝手で忠良に仕える。